# Изола-Рицца
Изола-Рицца (итал. Isola Rizza) — коммуна в Италии, располагается в провинции Верона области Венеция.
Население составляет 2877 человек, плотность населения составляет 180 чел./км². Занимает площадь 16,84 км². Почтовый индекс — 37050. Телефонный код — 045.
Покровителями коммуны почитаются святые апостолы Пётр и Павел. Праздник ежегодно празднуется 29 июня.